# Mundochthonius asiaticus
Espèce
Mundochthonius asiaticus est une espèce de pseudoscorpions de la famille des Chthoniidae.

## Distribution
Cette espèce est endémique du Khyber Pakhtunkhwa au Pakistan. Elle se rencontre dans le district de Swat.

## Étymologie
Son nom d'espèce lui a été donné en référence au lieu de sa découverte, l'Asie.

## Publication originale
- Dashdamirov, 2005 : Pseudoscorpions from the mountains of northern Pakistan (Arachnida: Pseudoscorpiones). Arthropoda Selecta, vol. 13, no 4, p. 225-261 (texte original).